# Turning Point (2011)
Turning Point (2011) foi um evento de wrestling profissional em formato pay-per-view produzido pela Total Nonstop Action Wrestling, ocorreu no dia 13 de novembro de 2011 no Impact Wrestling Zone na cidade de Orlando, Florida. Esta foi a oitava edição da cronologia do Turning Point.

## Antes do evento
Turning Point teve lutas de wrestling profissional envolvendo diferentes lutadores com rivalidades e storylines pré-determinadas que se desenvolveram no Impact Wrestling — programa de televisão da Total Nonstop Action Wrestling (TNA). Os lutadores interpretaram um vilão ou um mocinho seguindo uma série de eventos para gerar tensão, culminando em várias lutas.

## Resultados
| #                              | Lutas | Estipulação                                                    | Duração |
| ------------------------------ | --- | -------------------------------------------------------------- | ------- |
| 1                              | Robbie E derrotou Eric Young (c)                                                                                         | Singles match pelo TNA Television Championship                 | 07:50   |
| 2                              | Mexican America (Anarquia, Hernandez e Sarita) (c) (com Rosita) derrotaram Ink Inc. (Jesse Neal, Shannon Moore e Toxxin) | Six-Person Tag Team match pelo TNA World Tag Team Championship | 08:28   |
| 3                              | Austin Aries (c) derrotou Jesse Sorensen e Kid Kash                                                                      | Three-Way Dance pelo TNA X Division Championship               | 12:54   |
| 4                              | Rob Van Dam derrotou Christopher Daniels                                                                                 | No Disqualification match                                      | 11:17   |
| 5                              | Crimson vs. Matt Morgan acabou em dupla desqualificação.                                                                 | Singles match                                                  | 12:06   |
| 6                              | Mr. Anderson e Abyss derrotaram Bully Ray e Scott Steiner                                                                | Tag Team match                                                 | 11:47   |
| 7                              | Gail Kim derrotou Velvet Sky (c)                                                                                         | Singles match pelo TNA Knockouts Championship                  | 05:52   |
| 8                              | Jeff Hardy derrotou Jeff Jarrett (com Karen Jarrett)                                                                     | Singles match                                                  | 00:06   |
| 9                              | Jeff Hardy derrotou Jeff Jarrett (com Karen Jarrett)                                                                     | Singles match                                                  | 05:42   |
| 10                             | Bobby Roode (c) derrotou A.J. Styles                                                                                     | Singles match pelo TNA World Heavyweight Championship          | 19:33   |
| (c) - Campeão(s) antes da luta | |                                                                |         |